# Энгель-Крон, Михаил Михайлович
Михаил Михайлович Энгель-Крон (1873, Москва —1933, Свердловск) — русский и советский оперный певец (бас-баритон) и музыкальный педагог. Обладал голосом обширного диапазона, имел яркую сценическую внешность.

## Биография
Родился 22 марта (3) апреля 1873 года в Москве в театральной семье. Отец был музыкантом (контрабасист), мать — драматическая актриса. Его брат Сергей тоже стал оперным певцом.
После смерти родителей воспитывался у бабушки — актрисы московского Малого театра — С. П. Акимовой. В 1900 году окончил юридический факультет Московского университета. В 1898—1900 годах одновременно обучался пению в Музыкально-драматическом училище Московского филармонического общества и дальнейшую свою жизнь связал с искусством.
В 1903 году Энгель-Крон дебютировал в московском театре «Аквариум» (антреприза М. Медведева). На оперной сцене Михаил Михайлович выступал до 1925 года. Работал в Киеве (1903, 1904, 1906), Тифлисе (1907), Баку и Харькове (1908—1910), Петербурге (1913—1915, в том числе в Народном доме), Екатеринославе. В 1910—1913 годах он организовал совместно с братом оперное товарищество в Харькове.
После Октябрьской революции, с 1919 года, вёл также педагогическую деятельность. Преподавал в Екатеринославском музыкальном училище (в 1920—1922 годах; был директором созданной на его базе Екатеринославской консерватории), в 1921—1923 годах — профессор Екатеринославской консерватории, в 1923—1929 годах преподавал в Киевской конcерватории (профессор) и Музыкально-драматическом институте им. Н. В. Лысенко (до 1931 года).
По неизвестным причинам из Киева уехал в Свердловск, где в 1931—1933 годах заведовал кафедрой и был деканом вокального факультета Уральского областного музыкального техникума.
Среди его учеников были Е. М. Вербицкая, И. Витлин, Е. Дроздовский, С. Иващенко, К. Лаптев, С. Хромченко, М. Шевченко.
Умер 23 марта (по некоторым данным 21 марта) 1933 года в Свердловске.